# كرايغ إس. سميث
كرايغ إس. سميث (بالإنجليزية: Craig S. Smith)‏ هو صحفي أمريكي، ولد في 1955.